# Günter Ritter
Günter Ritter (* 20. Februar 1922) ist ein deutscher ehemaliger Fußballspieler im DDR-Fußball. Für die SG Gera Süd und die BSG Chemie bzw. den SC Motor Karl-Marx-Stadt war er in der DDR-Oberliga aktiv, der höchsten Spielklasse des DDR-Fußball-Verbandes.

## Sportliche Laufbahn
Als in Gera nach dem Zweiten Weltkrieg der Fußballsport unter anderem mit der SG Gera Süd neu aufgebaut wurde, gehörte dort auch Günter Ritter zum Mannschaftsaufgebot. Im Thüringer Pokalendspiel 1949 schoss er den 1:0-Siegtreffer gegen die BSG Zeiss Jena. Am 28. August 1949 stand er als Mittelstürmer mit den Geraern im ersten Endspiel um den FDGB-Fußballpokal, das Gera jedoch mit 0:1 gegen die BSG Waggonfabrik Dessau verlor. Mit der Finalteilnahme qualifizierte sich die SG Gera Süd für die neu geschaffene DDR-Oberliga, die mit der Saison 1949/50 ihren Spielbetrieb aufnahm. In dieser Saison bestritt Ritter für die Geraer 22 der 26 ausgetragenen Punktspiele und erzielte dabei fünf Tore. Weitere Oberligaeinsätze für Gera sind nicht registriert.
Zur Saison 1954/55 tauchte der inzwischen 34-jährige Ritter wieder in der DDR-Oberliga auf, nun für den Oberliga-Aufsteiger BSG Chemie Karl-Marx-Stadt spielend. Er wurde in der 26 Spiele währenden Saison 21-mal auf unterschiedlichen Angriffspositionen eingesetzt und verdrängte den bisherigen Standardstürmer Helmut Lorenz. Drei Spiele vor Saisonende verletzte sich Ritter, sodass er über ein Jahr aussetzen musste. Erst am 9. Spieltag der Saison 1956, die erstmals im Kalenderjahr-Rhythmus ausgetragen wurde, spielte er wieder als linker Außenstürmer für die Karl-Marx-Städter, die inzwischen als SC Motor auftraten. Am 12. Spieltag lief er zum letzten Mal in der Karl-Marx-Städter Oberligamannschaft auf, danach war seine Fußballkarriere im Leistungsbereich beendet. Seinen 22 Geraer Oberligaspielen hatte er in Karl-Marx-Stadt noch 25 weitere Erstligaeinsätze hinzugefügt, sein Torekonto erhöhte er auf insgesamt sieben Treffer.